# Matthias Altenburg

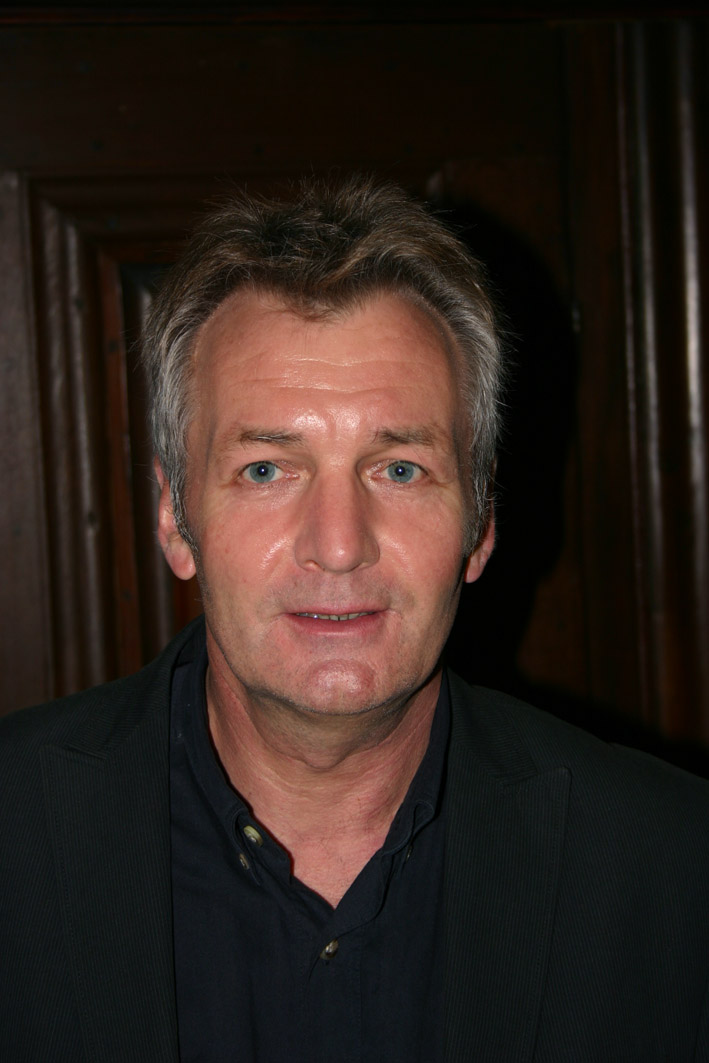
Matthias Altenburg (2008)

Matthias Altenburg (* 1958 in Fulda) ist ein deutscher Journalist und Schriftsteller. Unter dem Pseudonym Jan Seghers schreibt er Kriminalromane, zu deren Protagonisten Kommissar Robert Marthaler gehört, dessen Kriminalfälle vom ZDF verfilmt wurden.

## Leben
Matthias Altenburg wuchs auf im nordhessischen Baunatal. Er legte sein Abitur an einem Gymnasium in Kassel ab. Anschließend studierte er Literaturwissenschaft und Kunstgeschichte an der Universität Göttingen. Von 1987 bis 1996 war er als Lektor im Frankfurter Verlag der Autoren tätig; heute ist er freier Schriftsteller und Journalist. 1993 nahm er am Ingeborg-Bachmann-Wettbewerb in Klagenfurt teil. Altenburg lebt in Frankfurt am Main und ist leidenschaftlicher Fahrradfahrer.
Altenburg wurde bekannt als Verfasser pointierter Essays und Kritiken, in denen er häufig gegen Erscheinungen des Zeitgeistes polemisiert. Unter dem Titel Kampf den Flaneuren veröffentlichte er 1992 eine scharfe Generalabrechnung mit den Autoren der deutschsprachigen Gegenwartsliteratur, denen er vorwarf, eine Literatur fern der Lebenswirklichkeit zu produzieren. Altenburg erfüllte in den folgenden Jahren die von ihm erhobene Forderung nach einem neuen Realismus mit seinen eigenen erzählerischen Werken, in deren Mittelpunkt häufig gesellschaftliche Außenseiter stehen. Unter dem Pseudonym Jan Seghers hat er 2004 begonnen, Kriminalromane nach dem Vorbild skandinavischer Autoren wie Henning Mankell und Sjöwall-Wahlöö zu veröffentlichen.
Ebenfalls unter seinem Pseudonym schreibt Matthias Altenburg seit Mai 2006 auf www.janseghers.de regelmäßig sein Internet-Tagebuch Geisterbahn. Tagebuch mit Toten, das 2012 auch in Buchform erscheint. Sein Pseudonym ist eine Hommage an Anna Seghers und einen einstmals populären Radrennsportler.
Matthias Altenburg erhielt 1995 ein Stipendium des Deutschen Literaturfonds sowie 1998 den Marburger Literaturpreis. Im Oktober 2008 wurde er ausgezeichnet mit dem Offenbacher Literaturpreis „Schriftsteller im Bücherturm“. Im November 2008 wurde ihm die Schweizer Auszeichnung für Kriminalliteratur, der Burgdorfer Krimipreis, verliehen.

## Werke
- Alles wird gut. Eine Sommerkomödie. Theaterstück. Verlag der Autoren, Frankfurt am Main 1995.
- Landschaft mit Wölfen. Roman. Dtv, München 1999, ISBN 3-423-12715-5.
- Irgendwie alles Sex. journalistische Texte. Kiepenheuer & Witsch, Köln 2002, ISBN 3-462-03100-7.
- Die Liebe der Menschenfresser. Roman. Kiepenheuer & Witsch, Köln 2002, ISBN 3-462-03074-4.
- Die Toten von Laroque. Novelle. Eichborn, Frankfurt am Main 1994 und Roman. Kiepenheuer & Witsch, Köln 2003, ISBN 3-462-03321-2.
- Partisanen der Schönheit. Essay. Münster 2002, ISBN 3-935792-26-3.
- mit Atilla Korap (Gitarre): Ein kleiner Abend Glück. Literatur und Musik. Compact Disc. Stalburg Theater Tronträgerei, Frankfurt am Main 2009, ISBN 978-3-9812882-0-9.
- Jan Seghers’ Geisterbahn: Tagebuch mit Toten. (Blog/Tagebuch). Rowohlt, Reinbek bei Hamburg 2012, ISBN 978-3-498-00084-4.

### Unter dem Pseudonym Jan Seghers
- Ein allzu schönes Mädchen. Kriminalroman. Rowohlt, Reinbek bei Hamburg 2006, ISBN 3-499-24312-1. (verfilmt als Kommissar Marthaler – Ein allzu schönes Mädchen. 2015)
- Die Braut im Schnee. Kriminalroman. Rowohlt, Reinbek bei Hamburg 2007, ISBN 978-3-499-24700-2. (verfilmt als Die Braut im Schnee. 2012)
- Partitur des Todes. Kriminalroman. Rowohlt, Reinbek bei Hamburg 2008, ISBN 978-3-8052-0839-0. (verfilmt als Kommissar Marthaler – Partitur des Todes. 2013)
- Die Akte Rosenherz. Kriminalroman. Wunderlich, Reinbek bei Hamburg 2009, ISBN 978-3-8052-0484-2. (verfilmt als Kommissar Marthaler – Engel des Todes. 2015)
- Die Sterntaler-Verschwörung. Kriminalroman. Kindler, 2014, ISBN 978-3-463-40315-1 (verfilmt als Kommissar Marthaler – Die Sterntaler-Verschwörung. 2017)
- Menschenfischer. Roman. Kindler, 2017, ISBN 978-3-463-40670-1.
- Der Solist. Roman. Rowohlt, 2021, ISBN 978-3-498-05848-7.[1]

### Als Herausgeber
- Fremde Mütter, fremde Väter, fremdes Land. Gespräche mit Franz Degenhardt ... Konkret-Literatur-Verlag, Hamburg 1985, ISBN 3-922144-50-0.
- Goethe für Anfänger. Ein Lesebilderbuch. Edition Momos, Frankfurt am Main 1986, ISBN 3-923597-18-5.
- Der Tod hat 24 Türchen: Ein mörderischer Adventskalender. (Hrsg. Jan Seghers). Rowohlt, Reinbek bei Hamburg 2008, ISBN 978-3-499-24864-1.

## Belege
1. ↑  Dietmar Jacobsen: Brisant, spannend und hochaktuell: Mit „Der Solist“ beginnt Jan Seghers eine neue Reihe von Spannungsromanen, Rezension auf literaturkritik.de vom 13. April 2021, abgerufen am 18. Mai 2021.

| Personendaten    | Personendaten                           |
| ---------------- | --------------------------------------- |
| NAME             | Altenburg, Matthias                     |
| ALTERNATIVNAMEN  | Seghers, Jan (Pseudonym)                |
| KURZBESCHREIBUNG | deutscher Journalist und Schriftsteller |
| GEBURTSDATUM     | 1958                                    |
| GEBURTSORT       | Fulda                                   |